# Ochota (fiume)
La Ochota (anche Ohota; conosciuta nell'alto corso con il nome di Levaja Ochota, Ochota sinistra) è un fiume della Russia siberiana estremo orientale (Territorio di Chabarovsk), tributario del mare di Ochotsk.
Ha origine dal versante meridionale della catena dei monti Suntar-Chajata; scorre con direzione mediamente meridionale fra le catene dei monti della Judoma e dei monti del Kuchtuj, sfociando nel mare di Ochotsk presso l'insediamento di Ochotsk, il primo fondato dai russi al loro arrivo alle coste del Pacifico. A 32 km dalla sua foce, dalla Ochota si distacca un braccio fluviale che si immette nel fiume Chajbas, affluente del Kuchtuj.
Il principale affluente della Ochota è il fiume Del'kju-Ochotskaja, proveniente dalla destra idrografica.
La Ochota è gelata, mediamente, da fine ottobre/inizio novembre a maggio; nei rimanenti mesi, è utilizzata per la fluitazione del legname.

## Flora e fauna
Le rive del fiume sono in gran parte boscose. C'è un'importante corsa al salmone. Salvelinus neiva è una specie di salmerino presente nel bacino del fiume.

## Storia
Nel commercio della caccia alle pellicce, poiché non ci sono facili trasporti verso l'Okhota, i russi di solito si avvicinavano a Okhotsk dall'Urak o dall'Ulya a ovest. L'unico percorso principale che utilizzava l'Okhota correva dall '"angolo" dello Yudoma lungo i 100 chilometri (62 miglia) di Okhotsk Portage fino all'Okhota a circa 100 chilometri a nord della sua foce. C'erano dei pascoli lungo il fiume, ma non abbastanza per mantenere molti cavalli da soma di Yakutsk durante l'inverno. Il larice veniva tagliato e fatto galleggiare lungo il fiume per la costruzione navale. Intorno al 1750 si contavano 37 famiglie di contadini e dal 1735 alcuni allevatori yakut.